# Voivodia de Podole
A voivodia de Podole (polonês: województwo podolskie) foi uma unidade de divisão administrativa e governo local no Reino da Polônia, desde o século XIV até 1793/1795. Juntamente com a voivodia de Bracław formava a província histórica da Podolia. Atualmente a região pertence à Ucrânia.

## Governo municipal
Sede de governo da voivodia (wojewoda):
- Kamieniec Podolski

Conselho regional (sejmik generalny) para todas as terras da Rutênia:
- Sądowa Wisznia

Sede do Conselho regional (sejmik poselski i deputacki):
- Kamieniec Podolski

## Divisão administrativa
- Condado de Kamieniec (powiat kamieniecki),  Kamieniec Podolski
- Condado de Czerwonogród (powiat czerwonogradzki),  Czerwonogród
- Condado de Latyczów (powiat latyczowski), Latyczów

## Voivodas
- Mikolaj Mielecki
- Stanisław Odrowąż (desde 1535)
- Tomasz Zamoyski (desde 1618)
- Marcin Krasicki (1630-1632/1633)
- Marcin Kazanowski (1632/1633-1636)
- Stanisław "Rewera" Potocki (1636-1653)

## Voivodias e regiões vizinhas
- Voivodia da Rutênia
- Voivodia da Volínia
- Voivodia de Quieve
- Voivodia de Bracław
- Moldávia